# Camptosema spectabile
Camptosema spectabile là một loài thực vật có hoa trong họ Đậu. Loài này được (Tul.) Burkart miêu tả khoa học đầu tiên.